# Vereniging voor Latijnse Liturgie
De Vereniging voor Latijnse Liturgie is een katholieke vereniging die zich ten doel stelt het gebruik van het Latijn en de Latijnse kerkmuziek, met name het gregoriaans, in de liturgie te stimuleren, volgens de liturgische boeken en voorschriften van de Mis van Paulus VI. De huidige voorzitter is J.L.W. Zuijdwijk.
De vereniging werd opgericht in 1967 en geeft boeken uit, zoals missalen of een leerboek Kerklatijn, en een tijdschrift (Het Bulletin). Haar leden verzorgen Latijnse Missen met medewerking van gregoriaanse koren en houden voordrachten. De Vereniging voor Latijnse Liturgie verstrekt ook informatie over plaats en tijd van Latijnse Missen en het getijdengebed en over nieuwe uitgaven met betrekking tot gregoriaanse zang.
Sinds 2000 heeft de vereniging ook een Vlaamse afdeling, waar E.H. Luc De Maere van Sint-Jacob de Meerdere voorzitter van was.
Op 20 oktober 2008 werd bekendgemaakt dat de Sint-Willibrordkerk te Utrecht haar banden met het aartsbisdom Utrecht hersteld had. Het bestuur van het St. Willibrord Apostolaat had zich voor de aansluiting uitgesproken, waarover met het aartsbisdom overeenstemming was bereikt. Op initiatief van mgr. Eijk vindt het gebruik van de Sint-Willibrordkerk plaats onder auspiciën van de Nederlandse Vereniging voor Latijnse Liturgie, waarmee de vereniging een vaste locatie in Nederland heeft gekregen. Mgr. Eijk celebreerde op 25 januari 2009 persoonlijk de Mis in de kerk, ter onderstreping van het herstel van de banden.